# Монтаньї (Фрібур)
Монтаньї (фр. Montagny) — громада  в Швейцарії в кантоні Фрібур, округ Бруа.

## Географія
Громада розташована на відстані близько 38 км на південний захід від Берна, 13 км на захід від Фрібура.
Монтаньї має площу 17,5 км², з яких на 8,2% дозволяється будівництво (житлове та будівництво доріг), 57,2% використовуються в сільськогосподарських цілях, 33,8% зайнято лісами, 0,7% не є продуктивними (річки, льодовики або гори).

## Демографія
2019 року в громаді мешкало 2677 осіб (+31% порівняно з 2010 роком), іноземців було 14,6%. Густота населення становила 153 осіб/км².
За віковим діапазоном населення розподілялося таким чином: 23,6% — особи молодші 20 років, 61,6% — особи у віці 20—64 років, 14,7% — особи у віці 65 років та старші. Було 1082 помешкань (у середньому 2,4 особи в помешканні).
Із загальної кількості 528 працюючих 117 було зайнятих в первинному секторі, 105 — в обробній промисловості, 306 — в галузі послуг.